# 요시키 리사
요시키 리사(吉木 りさ 요시키 리사[*], 1987년7월 27일 - )은 일본의 연예인이자 모델, 가수이다.
지바현, 후나바나 시 태생으로, 현재 피트원 소속이다.

## 생애
중학교 때 만화가가 되고싶어 했으나, 중학교 3학년에 모닝 무스메 추가 오디션에 도전해 떨어졌다.
고교 1학년 봄에 하라주쿠에서 연예기획사의 직원에게 스카우트되어 예능계에 발을 들이게 되었다.. 그리고 엔카 가수로서 데뷔하게 되어 약 2년간의 레슨을 받았다. 원래 어머니가 엔카나 민요를 좋아했기 때문에, 소학교 4학년부터 민요를 배워, 중학교 때는 지역 대회에서 우승하기도 했다.. 이러한 이유로 창법을 바꾸는 데에 어려움이 있었다고 한다.
2004년 11월에 최초의 이미지 비디오 〈코이〉(일본어: 恋)를 발표했다. 당시, 그라비아 활동에 대한 부모의 반대가 있었으나, 20세의 성년이 된 후 허락을 얻게 되었다.
2008년 12월 24일, 사카모토 후유미의 〈요자쿠라 오시치〉(일본어: 夜桜お七)의 커버곡으로 도쿠마 쇼텐를 통해 성우에 데뷔했다.
2009년부터 후지 TV의 예능방송인 《캠퍼스 나이트 후지》에 출연하여 주목을 받게 된다. 이후 이런저런 잡지의 표지나 사진에 장식되고, 사진집이나 이미지 DVD를 발매하면서 드라마와 영화, 예능 방송 등 다방면으로 활동하게 된다.
2010년 3월, 아시아대학을 졸업했으며, 같은 시기에 《캠퍼스 나이트 후지》 역시 하차했다. 당시 출연자로 구성된 《캠퍼스 나이터즈》(일본어: キャンパスナイターズ)에서 〈야하지 않은데 야하게 들리는 노래〉를 발표, 오리콘 차트에서 주간 16위의 기록을 세웠다.
2011년 1월, 주간지 《SPA!》에서는 릴리 프랭키의 연재작 〈グラビアン魂→그라비안 정신〉에서 2010년 베스트 그라비안에 선정되었다.
2011년 3월 2일, “yoshiki＊lisa”라는 이름으로 싱글 앨범 〈Destin Histoire〉을 발매했고, 이 곡은 TV 도쿄의 TV 애니메이션 《고식》의 주제곡으로 사용되었다.
2014년 3월 5일, 요시키 리사라는 이름으로 자신의 첫 오리지널 앨범 〈벤토미노〉를 발표했다.
2014년 6월 28일, 출신지에서 10월 9일에 개최되는 치바 아쿠아라인마라톤 2014의 홍보대사에 임명되었다.